# Johann Christian von Pfister
Johann Christian von Pfister est un historien wurtembergeois, né à Pleidelsheim (duché de Wurtemberg) en 1772, mort en 1835. 

## Biographie
De 1790 à 1795, il étudia la théologie à Tubingue, où il se lia intimement avec Schelling. Ayant lu l’Histoire de la Suisse de Muller, il prit cet ouvrage pour modèle dans ses travaux historiques. Après avoir rempli pendant quatre ans les fonctions de précepteur, il devint en 1800 répétiteur de théologie à Tubingue et se rendit en 1804 à Vienne, où Muller le reçut avec la plus grande bienveillance et où il explora les documents historiques que renferme la bibliothèque impériale. 
Il devint ensuite vicaire à Stuttgard et utilisa les loisirs que lui laissait cet emploi pour écrire son Histoire de la Souabe. Dans la suite, il remplit encore différentes fonctions ecclésiastiques, fut nommé en 1813 pasteur à Unter-Turkenheim et en 1832 surintendant général à Stuttgart. 
Ces fonctions lui donnaient droit à un siège à l’Assemblée des états, où il vota toujours avec la majorité ministérielle. 

## Œuvres
Outre son Histoire de la Souabe (1803-1827, 5 vol.), qui va jusqu’à Maximilien 1er et qui est son œuvre capitale, on a encore de lui : 
- Notice historique sur les principes de la constitution de l’ancien duché de Wurtemberg (Heilbronn, 1816) ;
- Faits mémorables de l’histoire de la réformation dans le Wurtemberg (Tubingue, 1817, 2 vol.) ;
- le Duc Christophe de Wurtemberg (Tubingue, 1819, 2 vol.) ;
- le Duc Eberhard le Barbu (Tubingue, 1822) ;
- Histoire des Allemands (Hambourg, 1829-1835, 5 vol.). Ce dernier ouvrage fait partie de la collection des Histoires des États européens éditée par Heeren et Ukert. Il en existe une traduction française (Paris, 1835-1838, 11 vol. in-8°).

## Source
« Johann Christian von Pfister », dans Pierre Larousse, Grand dictionnaire universel du XIXe siècle, Paris, Administration du grand dictionnaire universel, 15 vol., 1863-1890 [détail des éditions].